# 二葉山
二葉山（ふたばやま）は、広島県広島市東区光が丘に所在する山。海抜139メートル。

## 概要
広島市東区光が丘、JR広島駅の北側に位置する。
花崗岩で組成された海抜139メートルの山で、植生は常緑樹林が中心となっている。
特にシイ・カシ類のシリブカガシの群落が当山の西側に広がり、貴重なものとして「日本の重要な植物群落-中国版-」（環境庁、1979年）にも取り上げられている。
広島駅から近隣の社寺を巡りながら登って約40分、山頂には1966年建立の平和塔（仏舎利塔）や広場があり、また広島市街や瀬戸内海の眺望が開け、手軽な登山コース・市民の憩いの場として親しまれているほか、外国人向け観光に活用する取り組みもある。
広島高速道路公社による広島高速5号線（東部線）の整備に絡み当山直下にトンネルを通す予定であり、近隣住民による反対運動が起こっている。

## 歴史
- 江戸時代 - 広島藩の藩主別邸の庭園・縮景園の借景にも用いられていた[3]。
- 1935年頃まで - ほぼ自然の状態で[3]、ほぼ全域がアカマツ林[11]。
- 1945年まで - 当山南側に練兵場・騎兵隊、山頂部には高射砲陣地などの陸軍施設が所在した[3]。
- 1955年頃から - 近隣の住宅地・団地造成や学校開設など、開発が進む[3]。
- 1966年 - 日本山妙法寺ほかにより、山頂部に二葉山平和塔（仏舎利塔）が建立される[2]。
- 1978年 - 環境庁調査でシリブカガシ林は2.5ヘクタール[11]。
- 2003年 - 二葉山自然環境保全対策検討委員会の調査でシリブカガシ群落は7.5ヘクタール[11]。

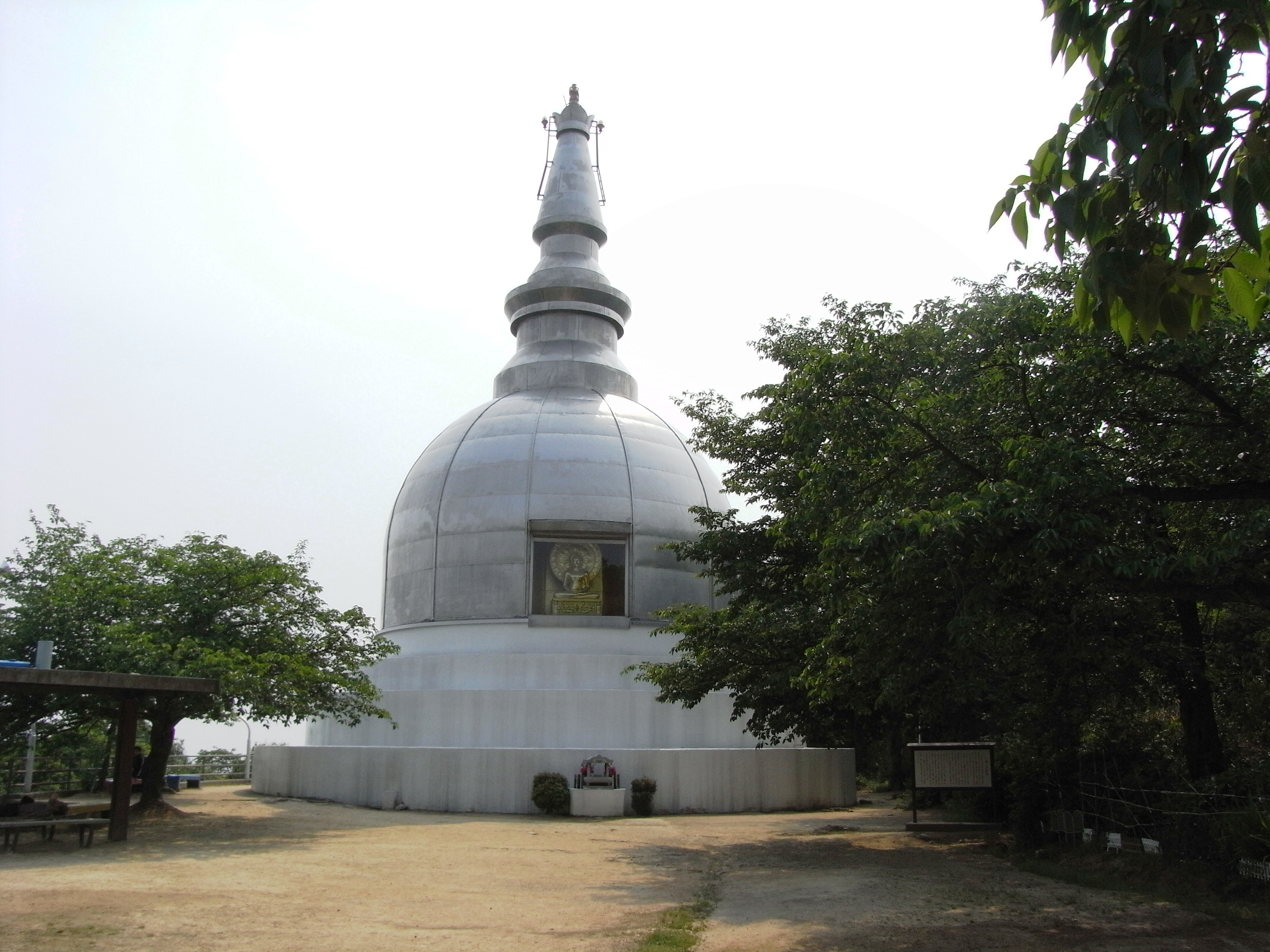
二葉山世界平和塔
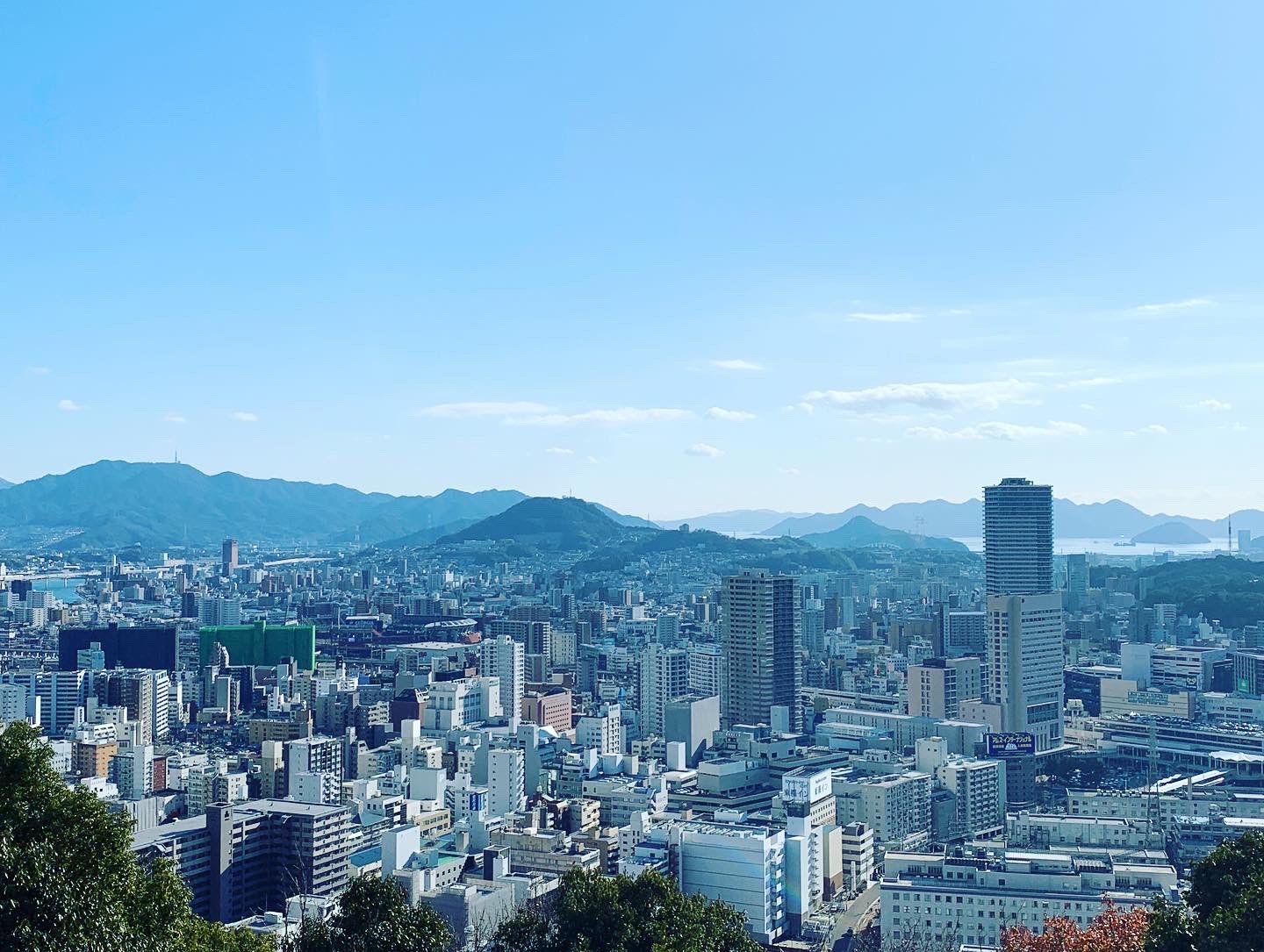
二葉山から見た広島駅周辺

## 交通アクセス
- JR広島駅より徒歩約22分[12]。
- バス停「広島東照宮前［鉄道病院前］」より徒歩約15分[12]。

## 周辺社寺
- 饒津神社、明星院、鶴羽根神社、広島東照宮、尾長天満宮、國前寺、など[3]。